# Stockton (New Jersey)
Stockton is een plaats (borough) in de Amerikaanse staat New Jersey, en valt bestuurlijk gezien onder Hunterdon County.

## Demografie
Bij de volkstelling in 2000 werd het aantal inwoners vastgesteld op 560.
In 2006 is het aantal inwoners door het United States Census Bureau geschat op 555, een daling van 5 (-0.9%).

## Geografie
Volgens het United States Census Bureau beslaat de plaats een oppervlakte van
1,6 km², waarvan 1,4 km² land en 0,2 km² water. Stockton ligt op ongeveer 84 m boven zeeniveau.

## Plaatsen in de nabije omgeving
De onderstaande figuur toont nabijgelegen plaatsen in een straal van 20 km rond Stockton.